# Кунин (Ровненская область)
Кунин (укр. Кунин) — село в Здолбицкой сельской общине Ровненского района Ровненской области Украины.
До 2020 года входило в Здолбуновский район.
Население по переписи 2001 года составляло 870 человек. Почтовый индекс — 35711. Телефонный код — 3652. Код КОАТУУ — 5622687003.